# José Maria Júnior
José Maria Júnior plus communément appelé José Maria, est un footballeur portugais né le 7 juin 1943 à Luanda en Angola portugais. Il évoluait au poste de milieu gauche.

## Biographie

### En club
Après un passage au  Petro Luanda, José Maria gagne la métropole portugaise et le club du Vitória Setúbal en 1962,. 
Avec le club du Vitória, il remporte deux Coupes du Portugal en 1965 et 1967,,.
Il dispute au total 315 matchs en première division portugaise pour 91 buts marqués et 23 matchs en compétitions européennes pour 8 buts,.

### En équipe nationale
International portugais, il reçoit quatre sélections en équipe du Portugal pour aucun but marqué entre 1967 et 1970.
Il dispute son premier match le 8 juin 1967 dans le cadre des qualifications pour l'Euro 1968 contre la Norvège (victoire 2-1 à Oslo).
Ses deuxième match a lieu en amical contre le Mexique le 6 avril 1969 (match nul 0-0 à Oeiras).
Le 12 octobre 1969, il prend part aux qualifications pour la Coupe du monde 1970 lors d'une rencontre contre la Roumanie (défaite 0-1 à Bucarest).
Son dernier match a lieu le 14 octobre 1970 pour le compte des qualifications pour l'Euro 1972  contre le Danemark (victoire 1-0 à Copenhague).

## Palmarès
Avec le Vitória Setúbal :
- Vainqueur de la Coupe du Portugal en 1965 et 1967
- Finaliste de la Coupe du Portugal en 1966, 1968 et 1973